# 川俣駅
川俣駅（かわまたえき）は、群馬県邑楽郡明和町中谷にある東武鉄道伊勢崎線の駅である。駅番号はTI 08。
群馬県内の普通鉄道の駅としては最南端である。

## 年表
- 1903年（明治36年）4月23日 - 加須駅から当駅まで開通と同時に開業[1]。当時は利根川の右岸（埼玉県側）の堤防下での開業で暫定的なものであった[2][3]。
- 1907年（明治40年）8月27日 - 利根川橋梁の開通および当駅 - 足利町駅（現・足利市駅）間開業に伴い、利根川の左岸（群馬県側）に移転する[4][3]。
- 1997年（平成9年）9月30日 - 貨物営業を廃止。
- 1998年（平成10年）10月1日 - 明和村が町制を施行して明和町になったことにより、当駅をもって東武鉄道の駅から村部にある駅が消滅。
- 2006年（平成18年）3月18日 - ダイヤ改正に伴い準急が区間急行に名称変更され大幅に本数が削減されると同時に日中の運用形態が久喜駅で系統分割され、日中に浅草駅に向かう列車がなくなった。日中の時間帯は久喜駅－館林駅及び太田駅間を結ぶ普通列車の運用となった。また、区間準急の新たな停車駅となった。[要出典]
- 2012年（平成24年）3月17日 - TI 08の駅ナンバリングを導入。
- 2013年（平成25年）3月26日 - 発車メロディを導入。
- 2016年（平成28年）1月23日 - 駅舎を橋上化。東口が開設。
- 2020年（令和2年）4月24日 - 東武伊勢崎線川俣駅周辺整備事業パートナーシップ協定調印式を実施 [5] （「#邑楽館林まちづくりによる東口、西口整備事業 」を参照）

## 駅構造

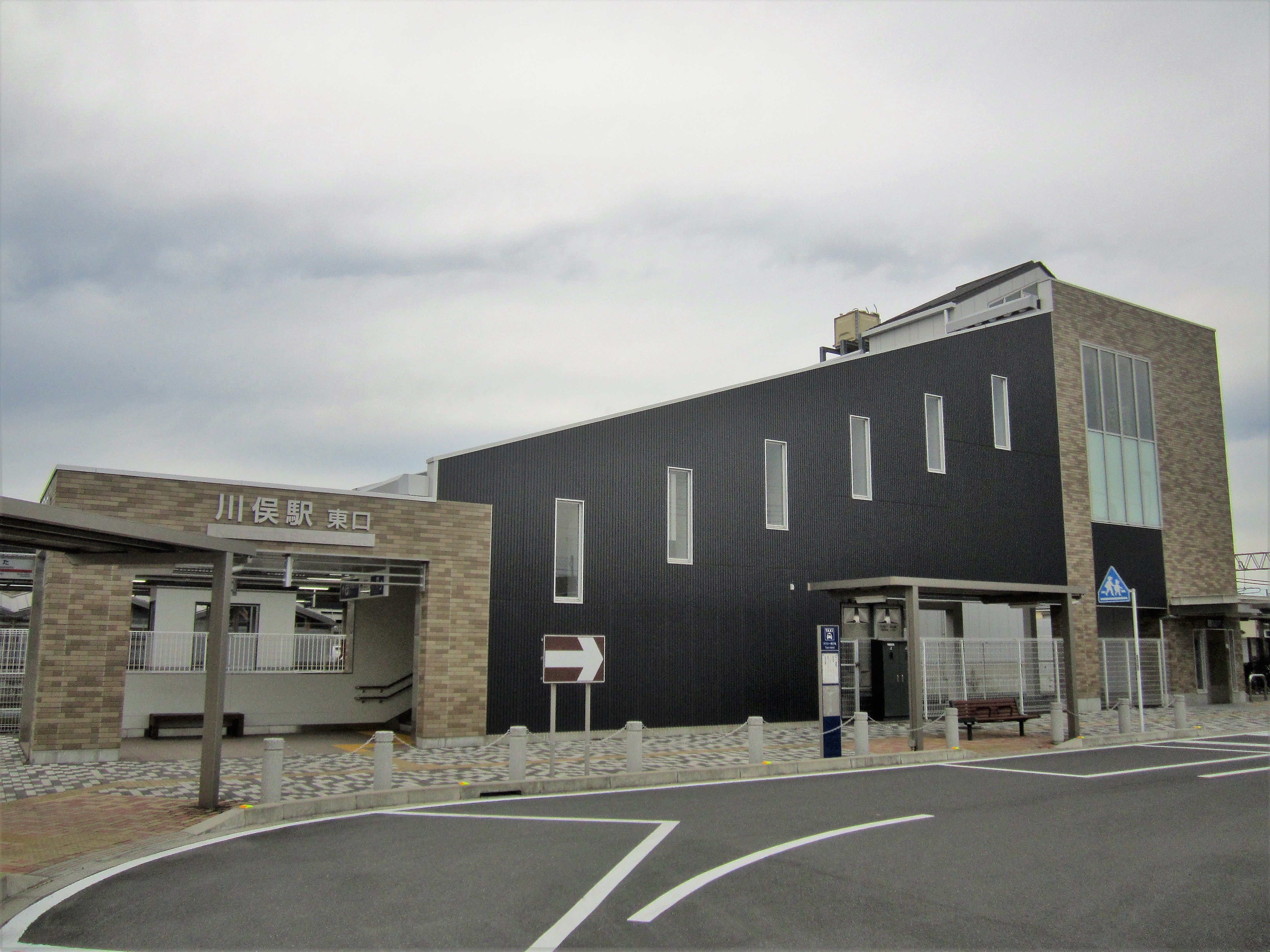
東口（2020年10月18日）

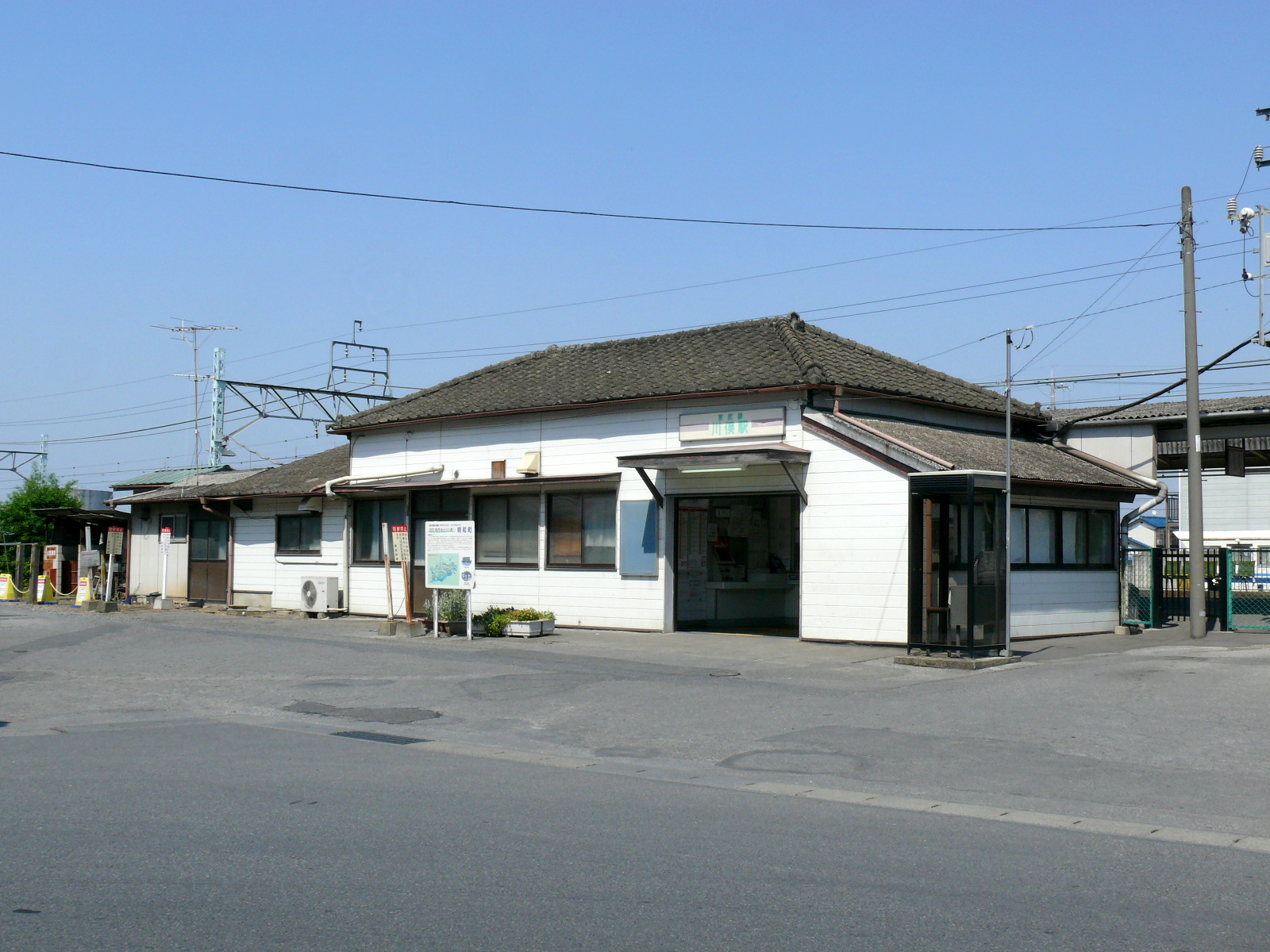
旧駅舎（2010年5月17日）

相対式ホーム2面2線を有する地上駅で、橋上駅舎を有する。2016年1月22日までの駅舎は1番線側（館林方面）にあり、2番線（浅草方面）とは跨線橋で連絡していた。トイレは1番線に設置されていたが、橋上化を機に駅舎内に移された。
かつて浅草方面ホームは待避線として3番線が設置されている島式の形態であった。2006年3月17日までは当駅で特急「りょうもう」の通過待ちを行う上り準急（現・区間急行）や夜間滞泊の回送列車が設定されていたが、隣の羽生駅に待避線が新設されたことから翌18日ダイヤ改正で羽生駅での通過待ちに、回送滞泊は館林入庫にそれぞれ変更された。その後3番線は廃止となりフェンスが設置され、架線も撤去された。

### のりば
| 番線 | 路線     | 方向 | 行先                                                                                 |
| ---- | -------- | ---- | ------------------------------------------------------------------------------------ |
| 1    | 伊勢崎線 | 下り | 館林・足利市・太田方面                                                               |
| 2    | 伊勢崎線 | 上り | 久喜・東武動物公園・ 東武スカイツリーライン 北千住・とうきょうスカイツリー・浅草方面 |

- 上記の路線名は旅客案内上の名称（「東武スカイツリーライン」は愛称）で表記している。

## 貨物取扱
かつては、当駅の北東側に隣接する橋本産業館林工場への専用線があり、神奈川臨海鉄道浮島町駅から石油やプロパンガスを積載するタンク車や同工場で製造された練炭や原料炭を輸送する有蓋車を連ねた貨物列車が発着していた。1997年にトラック輸送へ切り替えられ廃止された。廃止後もしばらく専用線や荷役設備は残されていたが、2009年1月にすべて撤去された。

## 利用状況
2024年度の1日平均乗降人員は2,693人である。駅舎を橋上化し東口を開設した2016年から増加傾向にある。
近年の1日平均乗降人員の推移は下記の通り｡
| 年度               | 1日平均 乗降人員 | 出典       |
| ------------------ | ---------------- | ---------- |
| 2000年（平成12年） | 2,427            |            |
| 2001年（平成13年） | 2,544            |            |
| 2002年（平成14年） | 2,557            |            |
| 2003年（平成15年） | 2,604            |            |
| 2004年（平成16年） | 2,579            |            |
| 2005年（平成17年） | 2,558            |            |
| 2006年（平成18年） | 2,458            |            |
| 2007年（平成19年） | 2,570            |            |
| 2008年（平成20年） | 2,575            |            |
| 2009年（平成21年） | 2,502            |            |
| 2010年（平成22年） | 2,500            |            |
| 2011年（平成23年） | 2,518            |            |
| 2012年（平成24年） | 2,559            |            |
| 2013年（平成25年） | 2,670            |            |
| 2014年（平成26年） | 2,648            |            |
| 2015年（平成27年） | 2,647            |            |
| 2016年（平成28年） | 2,728            |            |
| 2017年（平成29年） | 2,782            |            |
| 2018年（平成30年） | 2,884            | [ 東武 3 ] |
| 2019年（令和元年） | 2,895            | [ 東武 4 ] |
| 2020年（令和02年） | 1,900            | [ 東武 5 ] |
| 2021年（令和03年） | 2,065            | [ 東武 6 ] |
| 2022年（令和04年） | 2,373            | [ 東武 7 ] |
| 2023年（令和05年） | 2,566            | [ 東武 8 ] |
| 2024年（令和06年） | 2,693            | [ 東武 1 ] |

## 駅周辺
- 明和町役場
- 明和町中央公民館
- 明和町ふるさと産業文化館
  - 明和町立図書館
- 明和町社会体育館
- 川俣事件記念碑
- 群馬県道7号佐野行田線
- 群馬県道368号上中森川俣停車場線
- 群馬県道369号麦倉川俣停車場線
- 川俣郵便局
- JA館林 梅島支所
- 群馬銀行明和出張所
- 橋本産業館林工場
- コストコ明和倉庫店
- 明和メディカルセンター
- ホテル・温浴複合商業施設（株式会社デベロップにより2025年竣工予定）

### 邑楽館林まちづくりによる東口、西口整備事業
群馬県明和町と千代田町が地域経済活性化の事業を推進させるため2019年2月に設立した株式会社邑楽舘林まちづくりは、川俣駅東口に医療・保健センター複合施設を、西口にホテル・温浴複合商業施設を整備するため、2020年4月に株式会社EHOTELグループ、医療法人海宝会海宝病院、河本工業株式会社等と東武伊勢崎線川俣駅周辺整備事業パートナーシップ協定を結んだ。医療・保健センター複合施設（明和メディカルセンター）は予定通り2021年11月にオープンしたが、ホテル・温浴複合商業施設はEHOTELグループの持株会社であるColours Internationalが、2023年7月に出資法違反で起訴されることになるリベレステ株式会社から多額の融資を受けていた影響で協定締結以前から資金繰りが悪化していたため  （「Colours International #リベレステとの関係」を参照）着工に至らず、2022年3月、邑楽舘林まちづくりは新たに株式会社デベロップと協定を結び、2025年中の竣工を予定している。

## 路線バス
最寄りのバス停は「川俣駅」停留所である。
| 系統                 | 行先                      | 運行会社                          | 備考 |
| -------------------- | ------------------------- | --------------------------------- | ---- |
| 館林・明和・千代田線 | 千代田町役場前 / 館林駅前 | 館林観光バス （広域公共路線バス） |      |

- その他に、明和町公共施設送迎バスも運行されている。

## 駅名の由来
駅名の「川俣」は明和町に存在する地名だが、当駅は中谷に所在する。これは旧川俣村（現、埼玉県羽生市）本川俣に開設した際の駅名を移転後も残しているためである。

## 隣の駅
東武鉄道
 伊勢崎線
■区間急行・■区間準急・■普通
羽生駅 (TI 07) - 川俣駅 (TI 08) - 茂林寺前駅 (TI 09)